# Paramasaris richardsi
Paramasaris richardsi är en stekelart som beskrevs av Giordani Soika 1974. Paramasaris richardsi ingår i släktet Paramasaris och familjen Masaridae. Inga underarter finns listade i Catalogue of Life.